# オラショ巡礼の道
オラショ巡礼の道（オラショじゅんれいのみち、スペイン語: El Comino de oracio）は、大分県の国東半島に位置する国東市、杵築市、速見郡日出町の2市1町のキリシタン遺跡を巡る全長111kmのウォーキング・コースである。「オラショ」は「祈り」を意味する。

## 概要
国東半島は、いずれも福者に列せられているペトロ岐部やディエゴ加賀山隼人父子の出身地であり、キリシタンの遺跡が点在している。このコースは、それらの遺跡を巡るもので、全長111kmを11km-27kmの6区間に区切って6日間で巡ることを想定している。全長111kmは「いい祈り」に通じるとされる。
2014年7月15日にコースが発表され、8月8日に公式サイトが開設された。今後は、巡礼証、巡礼手帳、巡礼マップの制作や、2015年3月末を目標とした案内板の設置などを予定している。また、9月20日 - 21日にはウォーキング大会が開催される予定。
コース中の遺跡には以下のものがある。
- 国東市[3]
  - 出発点 - ペトロ・カスイ岐部神父記念公園
  - INRI祭壇石 - イエス・キリストを意味する「INRI」の文字が刻まれた石。国見町櫛来にある。
  - 修道士像 - オメガの形に腕を組んだ2体の修道士像。地蔵のような外見をしており、オメガ仏とも呼ばれる。
- 杵築市[4]
  - 孝高石 - キリシタン大名であった黒田孝高（官兵衛）が、石垣原の戦いに先だって杵築城の支援に向かった際に船を繋いだとされる石[5]。
- 日出町[6]
  - 日出殉教公園 - 日出藩家老であった加賀山半左衛門親子の殉教の地。加賀山半左衛門は福者に列せられた加賀山隼人の従兄弟である。
  - ザビエルの山道 - 1551年9月にフランシスコ・ザビエルが山口から豊後府内に向かった際に通ったとされる山道。
  - ゴール - 大分トラピスト修道院 - フランシスコ・ザビエルの右腕の1片が聖遺物として祀られている。